# Галеніт

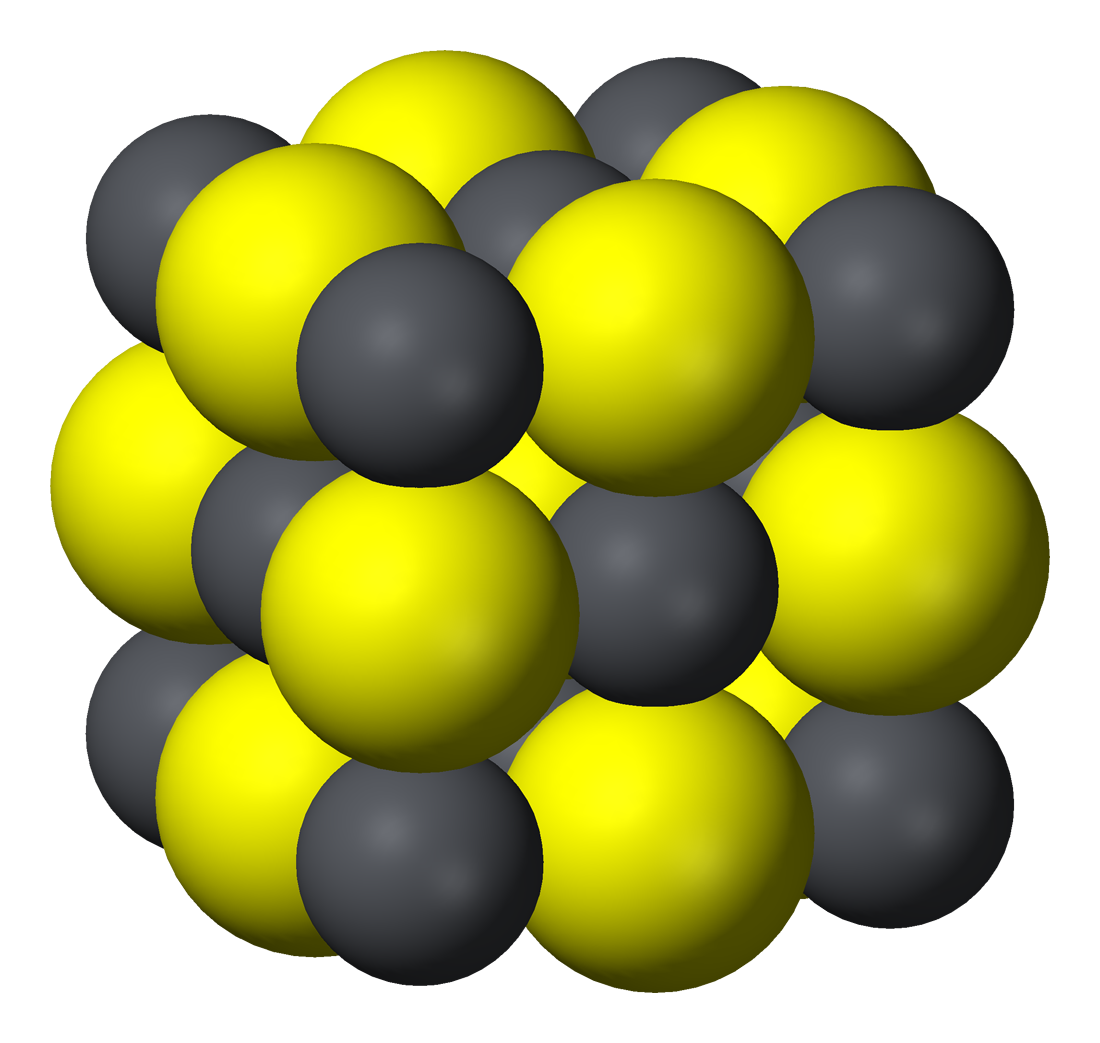
Кристалічна ґрадка галеніту

Галеніт (від лат. galena — свинцева руда, Пліній Старший, близько 23—79 рр. н. е.) — сірий, крихкий з металевим блиском важкий мінерал, з класу сульфідів і сульфосолей. Хімічна формула PbS. Основна руда для отримання свинцю. Часто зустрічається у вигляді зернистих мас, або кубічних кристалів. Присутній головним чином у гідротермальних родовищах і як заміщення руди у вапнякових/доломітових гірських породах.
Синонім — свинцевий блиск.

## Етимологія та історія
Латинський термін «Галена» для позначення мінералу застосований ще римським ученим Плінієм Старшим (прибл. 23—79 рр. н. е.). Використання гірничого терміна „Glanz“ ("глянець", "блиск") для позначення свинцевої руди задокументовано з 16 століття, але пізніше стало загальним збірним терміном для всіх блискучих сульфідних руд («мідний блиск», «срібний блиск»). Авраам Ґотлоб Вернер (1749–1817) ввів термін «свинцевий блиск», щоб розрізнити їх. Термін «галеніт» увійшов у науковий обіг з 1850 року.
Галеніт є одним із найстаріших рудних мінералів у історії гірництва. Найдавніші відомі знахідки свинцю походять із поселення кам'яної доби Чатал-Гьоюк, приблизно з 5500 до 4800 років до нашої ери. 
Свинець був відомий також у Стародавній Греції. Однак родовище Pb-Ag Лавріон в основному використовувалися для видобутку срібла, тоді як побічний свинець переважно викидали.

## Загальний опис
Мінерал класу сульфідів, PbS. Хімічний склад: Pb — 86,1 %, S — 13,4 %. Домішки: часто має Ag, Cu, Zn; інколи Se, Bi, Sb, Sn, Fe, Cd та ін. елементів, більшість з яких наявна внаслідок мікроскопічних включень сторонніх мінералів.
Склад і властивості галеніту змінюються від сірчистого різновиду PbS до селенистого Pb(S, Se).

## Різновиди
Розрізняють:

Галеніт у Малій гірничій енциклопедії

- ґаленіт-клаусталіт (та саме, що ґаленіт);
- ґаленіт мідистий (суміш ґаленіту з халькозином);
- ґаленіт селенистий (різновид ґаленіту — сульфід-селенід свинцю Pb (S, Se), який містить 0,5—1,3 % Se, рідкісний).

## Кристалографія
Сингонія кубічна. Гексаоктаедричний вид симетрії. Структура галеніту належить до типу NaCl-PbS-MgO. Основою її є кубічна гранецентрована ґратка, в якій іони розміщені у вершинах куба і в центрі кожної грані.

### Агрегати і габітус
Галеніт зустрічається у вигляді зернистих і суцільних скупчень, а також вкраплеників і друз. Кристали мають кубічний і кубооктаедричний, рідше октаедричний габітус. Головні форми {100}, {111}, рідше {110}. Поява октаедричних граней на кубічних кристалах геленіту пояснюється селективною адсорбцією атомів срібла у вигляді аргентиту Ag2S.
Розвинені двійники проростання і зростання по (111). Часто двійникування виникає при пластичних деформаціях, внаслідок чого на гранях куба з'являється штрихуватість. Відмічені епітаксійні зростання галеніту з арсенопіритом, тетраедритом, самородним золотом і бурнонітом.

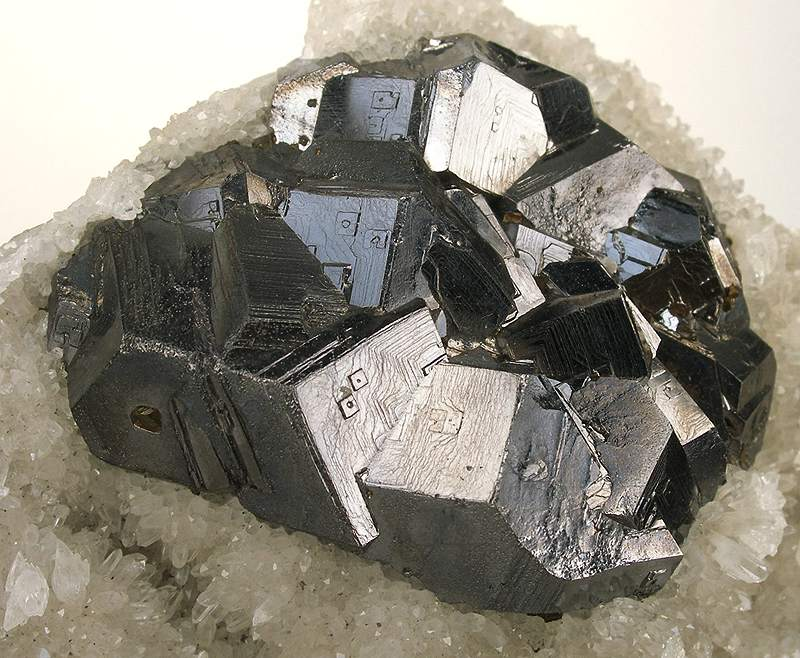
Кальцит, галеніт, кварц. Мексика, Розмір: 13,4 х 9,5 х 5,2 см

## Фізичні властивості
Колір свинцево-сірий. Риска — сірувато-чорна. Спайність — досконала по кубу (100). Блиск металічний. Непрозорий. Густина 7,4—7,6. Твердість 2—3. Злом плоский, напівраковистий, у щільних масах плоскораковистий. Крихкий. Має слабку електропровідність і детекторні властивості.

## Утворення і родовища
Переважна більшість родовищ галеніту утворилася гідротермальним шляхом, головним чином при середніх температурах. Знаходиться в гідротермальних жилах разом з іншими сульфідами. Галеніт зустрічається тут у тісному парагенезисі з цинковою обманкою, а також разом з халькопіритом, бляклими рудами, арсенопіритом, піритом. У контактово-метасоматичних родовищах асоціює зі сфалеритом, піритом, піротином та ін.
Великі родовища галеніту відомі в США — штати Міссурі, Колорадо, у Канаді (родовище Сулліван), в Австралії. Добрі кристали галеніту характерні для свинцево-срібних жил Фрейберга.
У Росії великі родовища галеніту є на Алтаї та Забайкаллі.
В Україні галеніт зустрічається у Закарпатті в районах Берегового і Вишкова, в Нагольному кряжі у Донбасі, на Українському щиті.

## Практичне значення
Галеніт — найважливіша руда свинцю, а також руда срібла. Звичайно розробляються родовища, в яких вміст свинцю дорівнює 3—5 %, але можливо розробка родовищ, в яких добувається разом з цинком.
Попутно з нього добуваються цінні домішки, що завжди містяться в ньому. З деяких срібловмісних галенітів витягують срібло як побічний продукт. Основна частка видобутку срібла і кадмію припадає саме на поліметалічні руди.
Основний метод збагачення — флотація, що передбачає отримання концентрату за колективно-селективною або прямою селективною схемою.

## Цікаво
До відкриття молібдену як самостійного елементу (Шеєле, 1778) свинцевий і молібденовий блиск вважали одним і тим же мінералом. Molybdaena означало латинською мовою «свинцевий блиск».